# 1772 în literatură
Anul 1772 în literatură a implicat o serie de evenimente și cărți noi semnificative.  

## Cărți noi
- Elizabeth Bonhôte - The Rambles of Mr Frankly, Published by his Sister
- Sophia Briscoe - The Fine Lady
- Robert Fergusson - The Daft Days
- Sarah Scott - The Test of Filial Duty